# 남성 난자
남성 난자는 남성의 유전핵으로 만든 난자다. 여성 정자와 반대다.
남성 난자는 다음 중 하나를 의미한다.
1. 수컷의 유전 물질을 인공적으로 함유한 난자.
2. 수정되지 않고 수컷을 부화시킬 개미나 벌과 같은 반수배체 종의 난자.
3. 수컷 유기체가 발달하고 있는 수정란.

## 같이 보기
- 여성 정자
- 남성 임신
- 유전체 각인